# Rolnictwo w Burkinie Faso
Rolnictwo w Burkinie Faso – dział gospodarki Burkiny Faso.
Wysoka temperatura w połączeniu z dużym nasłonecznieniem stwarza korzystne warunki do rozwoju biomasy. Niekorzystna z kolei jest suma opadów, szczególnie w północnej części kraju.

## Czynniki fizycznogeograficzne

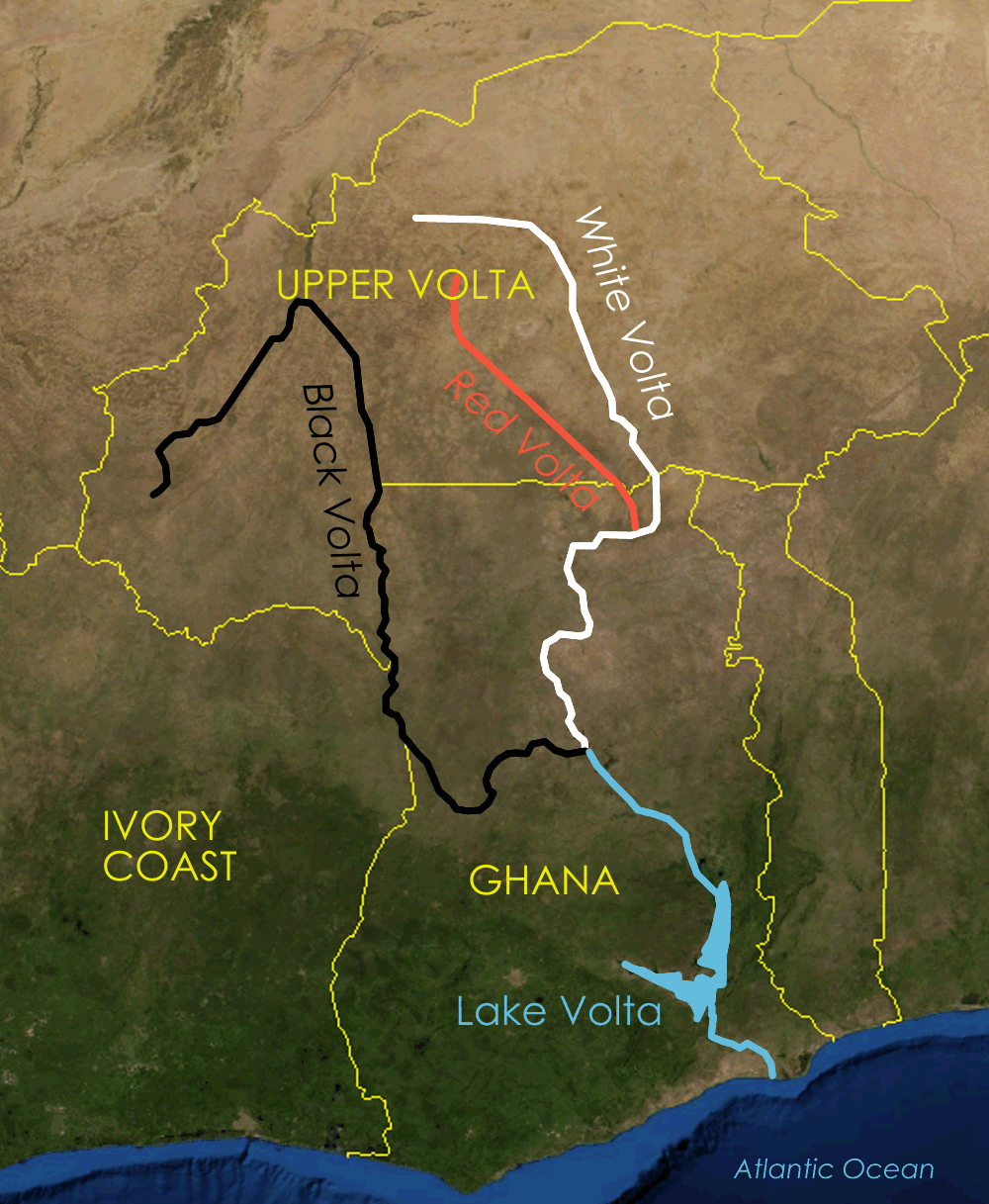
Dopływy Wolty

### Agroklimat
Burkina Faso znajduje się w strefie klimatu zwrotnikowego suchego. Duże znaczenie ma również odległość od wybrzeża, co powoduje, że klimat ma cechy kontynentalne.
Okres wegetacyjny w Burkinie Faso trwa cały rok. Notowane są dwie pory roku sucha i deszczowa. Najchłodniejszym miesiącem jest lipiec, natomiast najcieplejszym jest styczeń. Roczna amplituda temperatur jest niewielka - zimą temperatura średnia wynosi od 16 do 24 °C, natomiast latem 20–26 °C. Temperatura minimalna nie spada poniżej 15 °C, podczas gdy maksymalna jest nie wyższa niż 35 °C. Opady są różne w różnych częściach kraju. Na północy są zbyt niskie dla rolnictwa natomiast przy granicy z Wybrzeżem Kości Słoniowej zbyt duże.

### Gleby
W Burkinie Faso występują różne gleby bogate w żelazo od czerwono-żółtych po wertisole.
Gleby czerwone są zazwyczaj kwaśne, ciężkie i mają niską bonitację. Humus jest niemalże w całości mineralizowany, stąd uprawa rolnicza wymaga intensywnego nawożenia. Najlepsze gleby ferralitowe mają 2-3% humusu. Gleby te podczas pory suchej tworzą twardą skorupę. Gleby czerwonobrunatne mają odczyn kwaśny, zbliżony do obojętnego, a lokalnie nawet lekko alkaliczny. Ich właściwości są zbliżone do czerwono-burych i burych. Gleby te nadają się pod uprawę roślin po odpowiednim nawożeniu i – w razie potrzeby – irygacji.

### Hydrologia
Burkina Faso leży na pograniczu Sahelu. Północna część kraju nie ma rzek stałych. W zachodniej części płynie Czarna Wolta, natomiast z centrum na południe Biała Wolta. W południowo-wschodniej znajdują się tereny bagienne.

## Czynniki pozaprzyrodnicze

### Poziom rozwoju społeczno-ekonomicznego
Burkina Faso jest krajem słabo rozwiniętym. Kraj ten w 2011 miał współczynniki uśredniony HDI na poziomie 0,215 i był 181 na świecie według tego współczynnika. Burkina Faso ma bardzo słaby system edukacji. Za czasów kolonialnych tereny Burkiny Faso nie były rozwijane. Kolonia ta była głównie miejscem, z którego była zabierana siła robocza do plantacji na wybrzeżu Zatoki Gwinejskiej oraz rekruci do francuskich sił zbrojnych

## Produkcja

### Produkcja roślinna

#### Zboża
Największy udział w zbiorach (w masie) mają zboża: Sorgo 1990,23 tys. ton, Proso 1147,89 tys. ton i kukurydza zwyczajna 1133,45 tys. ton. Zbiory pozostałych roślin znacznie odbiegają od tej trójki.

#### Rośliny okopowe
Spośród roślin okopowych największe znaczenie w Burkina Faso ma pochrzyn 97,63 tys. ton oraz słodkie ziemniaki 92,52 tys. ton.

#### Rośliny przemysłowe i cukrodajne
Największe zbiory w tej grupie miała trzcina cukrowa 455 tys. ton. Zbiory bawełny wyniosły 250 tys. ton.

## Problemy rolnictwa
Głównymi problemami rolnictwa w Burkinie Faso są warunki klimatyczne. Na północy istotnym czynnikiem utrudniającym rolnictwo jest brak rzek i niskie opady. Na południu z kolei problemem są komary przenoszące malarię